# Faversham
Faversham (engelskt uttal: [ˈfævərʃəm]) är en stad och civil parish i grevskapet Kent i sydöstra England. Staden ligger i distriktet Swale, cirka 74 kilometer sydost om centrala London och cirka 14 kilometer nordväst om Canterbury. Tätorten (built-up area) hade 20 936 invånare vid folkräkningen år 2021.